# 百高村
百高村（ももたかむら）は、かつて愛知県海東郡にあった村。
現在の津島市南東部に該当する。
村名は、前身となった村の名から一文字ずつとった合成地名である。

## 歴史
- 1889年（明治22年）10月1日 - 百町村、白浜村、高台寺村が合併し、百高村が発足。
- 1906年（明治39年）7月1日 - 神守村、野間村、益和村、越治村と合併し、改めて神守村が発足。同日百高村廃止。